# Цезура (музика)
Цезу́ра (лат. caesura — розтин) — коротка, не визначена у нотному записі пауза між музичними фразами або розділами твору. Поряд з іншими факторами цезура забезпечує сприйняття членування музичного твору, його структури. В нотному тексті цезуру іноді позначають комою, яку ставлять над нотним рядком. Цезури в нотах майже ніколи не позначають, але про їхнє місце розташування дозволяють судити фразувальні ліги. У вокальній музиці цезури часто розташовуються відповідно до поетичного тексту.
У ряді випадків цезури збігаються з перервами у звучанні (паузами); вони завжди виникають після мелодичної й гармонічної каденції, після зупинки на довгому звуці, у момент переходу від ритмічної фігури до її повторення й т.п. Значущість («глибина») цезури пропорційна масштабам побудов і ступеня їхньої закінченості. У ряді випадків місце розташування й глибини цезури може бути різним і визначатись інтерпреторським задумом виконавця.